# 迪倫羅特
迪倫羅特是瑞士的城鎮，位於該國中部，由伯恩州負責管轄，面積14.12平方公里，七成土地是農地，海拔高度698米，2011年人口1,060，人口密度每平方公里75人。

## 外部連結
- Official website （页面存档备份，存于） （德文）